# Bitwa pod Sion
Bitwa pod Sion – starcie zbrojne, które miało miejsce 13 listopada 1475 r. pomiędzy kantonami szwajcarskimi a księstwem Sabaudii w trakcie wojny burgundzkiej (1474–1477). 

## Przed bitwą
W styczniu 1475 r. książę Burgundii Karol Zuchwały zawarł sojusz z księstwami Sabaudii i Mediolanu. Była to odpowiedź na zawarty przez Szwajcarów w roku 1474 tzw. "wieczny pokój" z cesarzem Habsburgów. Cesarz Fryderyk III Habsburg wymógł na Szwajcarach udział w wojnie z księstwem Burgundii, zapoczątkowany deklaracją wojny miasta Berno. 
Najbardziej zagrożonym kantonem Szwajcarów był kanton Wallis. Od zachodu rzeka Morge graniczyła z księstwem Sabaudii, które zamierzało zaatakować Sion. Od wschodu natomiast przeciwnikiem było księstwo Mediolanu, wysyłające swoje wojska do Burgundii trasą przez Przełęcz Świętego Bernarda. 
W październiku 1475 r. Berno zażądało od wojsk Wallis przeprowadzenia akcji zbrojnej w rejonie Waadtland. Dwukrotny atak Szwajcarów nie przyniósł jednak żadnych korzyści. Biskup Genewy na czele wojsk sabaudzkich utrzymał jednak stanowiska obronne, oczekując posiłków sabaudzkich. 
12 listopada główne siły sabuadzkie prowadzone przez księżną Jolandę Sabaudzką podeszły pod Conthey. Siły te liczyły 10 000 ludzi (w tym 1 500 uzbrojonej szlachty). Miasto Sitten bronione było przez 300 żołnierzy. Oczekiwali oni na posiłki szwajcarskie w sile 3 000 – 4 000 ludzi.

## Pierwsza faza bitwy
13 listopada Sabaudczycy przekroczyli graniczną rzekę Morge i po krótkiej walce uderzyli na straż przednią wojsk Wallis, zmuszając je do ucieczki. W tym samym czasie mniejszy oddział sabaudzki uderzył z lewej flanki w kierunku Saviese, po czym po pokonaniu obrońców splądrował i spalił wioskę. Główne siły sabuadzkie tymczasem uderzyły na Sion od zachodu. Kontratak Szwajcarów wypchnął jednak Sabaudczyków z miasta. 

## Druga faza bitwy
Wojska sabaudzkie sformowały się w okolicy miasteczka La Planta. Słabo uzbrojeni żołnierze Wallis, w otwartym polu nie dorównywali Sabaudczykom, wielu z nich z tego powodu rozpoczęło odwrót. W tym czasie nadeszły siły 3 000 ochotników z Berna, Fryburga i Solury. Wojska te skierowały się w rejon Saviese, zagrażając tym samym lewej flance Sabaudczyków. 
Berneńczycy natychmiast nakazali wycofującym się siłom Wallis, ponowne podjęcie walki, tych których złapano na ucieczce, zabijano. Chcąc ochronić swoją lewą flankę, Sabaudczycy wycofali się nieznacznie w kierunku zachodnim. Tu stali się celem frontalnego ataku Szwajcarów. Po ciężkiej walce w szeregi Sabaudczyków wdarła się panika, która spowodowała gwałtowną ucieczkę wojsk, które pozostawiły za sobą cały tabor. 
W ręce zwycięzców dostało się sześć wozów zawierających zbroje, broń i oporządzenie. Łupem Szwajcarów padło też kilka chorągwi i 120 rumaków wojennych. Straty Sabaudczyków wyniosły 1 000 zabitych, wśród nich 300 wysokiej rangi szlachciców oraz dużą liczbę jeńców. Straty szwajcarskie nie są znane, określane są jako niewielkie. Po bitwie wojska Berna i Wallis ścigały jeszcze uciekinierów aż do zmierzchu w kierunku miasta Conthey, które później też zajęły. 

## Skutki bitwy
Porażka okazała się fatalna w skutkach dla Sabaudii. Następnego dnia po bitwie wojska Wallis zdobyły cały rejon Unterwallis aż po St. Maurice, zajmując strategicznie ważny rejon przełęczy św. Bernarda. 1 grudnia 1475 r. Berno i Freiburg zawarły zawieszenie broni z księżną Jolandą Sabaudzką. Sporne tereny miały być tematem rozmów w następnych latach. 
Sprawujący władzę na zdobytych terenach biskup Sitten Wlater Supersaxo nie zamierzał jednak oddać Sabaudii tych ziem przekazując je w roku 1477 pod władzę Wallis. Zwycięstwo pod Sitten spowodowało w następnych latach wzmożenie agresywnej polityki ekspansywnej Szwajcarów. 